# 森下泰
森下 泰（もりした たい、1921年12月21日 - 1987年11月14日）は、日本の実業家、政治家。森下仁丹社長、参議院議員（3期）。

## 経歴
大阪府大阪市出身。森下仁丹創業者森下博の孫。旧制甲南高校から京都帝国大学に進学するも、在学中の1943年3月に祖父の死去に伴い森下仁丹社長に就任。同年9月には戦争の激化に伴い大学を繰り上げ卒業し、海軍主計見習尉官に採用されて海軍経理学校に籍を置いた。
戦後復員すると東京帝国大学法学部に再入学し、社長業の傍ら大阪青年会議所の設立に奔走、1952年30歳で副会頭に就任。1954年には日本青年会議所会頭を務めた。森下仁丹の社長としては、口中清涼剤だった「仁丹」から体温計、医薬品、製菓へと業を拡大。1984年に甥の孝に社長職を譲るものの、業績不振から2年後に社長に復帰している。
1949年紺綬褒章受章。
政界へは、赤間文三死去に伴う参議院大阪府選挙区補欠選挙に自民党公認で立候補した（1973年）のが最初。この時は次点で落選したものの、翌年の参院選では全国区から立候補し、任期3年議員として初当選。2期目からは大阪府選挙区に鞍替えして死去までその座にあった。この間、福田赳夫内閣で環境政務次官を務め、参議院航空機輸入特別委員会委員長、対策特別委員長を歴任した。
1987年8月頃に体調を崩し、9月末入院、11月14日、心不全のため、兵庫県西宮市の香雪病院で死去した。65歳没。同月20日、特旨を以て位を六級追陞され、死没日付をもって正七位から正四位勲二等に叙され、旭日重光章を追贈された。哀悼演説は同月27日、参議院本会議で関口恵造により行われた。
森下の死去に伴う欠員補充の補欠選挙は同年12月27日に執行され、自民党が後継として擁立した坪井一宇が当選している。

## 役職
事業や政治活動等を通じ、非常に多くの役職を引き受け務めた（前述の肩書を除く）。
- エフエム大阪取締役
- 阪奈開発取締役
- 大阪家庭薬協会会頭
- 全国家庭薬協議会会頭
- 大阪薬科大学理事長
- 森下仁丹奨学会理事長
- 日本医薬療品輸出組合副理事長
- 日本大衆薬懇談会顧問
- 日本製薬団体顧問
- 大阪工業会理事
- 関西経済同友会幹事
- 全日本剣道連盟参与
- 全日本剣道道場連盟副会長
- 近畿実業団剣道連盟会長
- 大阪府剣道連盟副会長
- 大阪商工会議所議員
- 甲南学園評議員
- おおさか青年塾塾長
- 中央教育審議会委員[1]

## 人物
- 妻・美恵子（2020年死去）は、山科家・山科言綏の長女。
- リコー社長だった市村清の門下でもあり、同門の間柄であるサントリー2代目社長の佐治敬三（森下死去の際には葬儀委員長だった）[5]、ダイキン工業3代目社長の山田稔とは長年の親友として知られた。
- 剣道を愛好していた縁から1958年より全日本剣道連盟代表ならびに理事を務め、1972年には大阪薬科大学の理事長も兼ねた。
- 環境庁設置などの1970年代の環境重視政策には批判的だった。特に1979年には「熊本県では申請すれば水俣病患者になって金がもらえる。私も熊本県に住みたい」との放言で批判を浴びた[6]。